# Max Bruch
Pour les articles homonymes, voir Bruch.
Œuvres principales
Max Christian Friedrich Bruch est un compositeur allemand, né à Cologne le 6 janvier 1838 et mort à Berlin le 2 octobre 1920. Bien qu'il fût l'un des compositeurs les plus prolifiques de son époque, le public ne connaît essentiellement de lui que son premier concerto pour violon.

## Biographie

### Origines
Les ancêtres de Max Bruch remontent à Thomas Bruch, catholique né à Sarrebruck en 1560 qui se convertit au protestantisme. Le grand-père de Max Bruch, Christian Gottlieb Bruch (1771–1836), étudia la théologie et vint à Cologne comme surintendant. Son fils aîné, August Carl Friedrich (1799-1861), le père du compositeur, étudie le droit et après quelques années comme avocat à Berlin devient conseiller de la police royale et sous-chef de la police à Cologne. Son épouse, Wilhelmine Bruch, née Almenräder (1798–1867), était chanteuse et issue d'une famille de musiciens originaire du Pays de Berg. Outre leur fils Max, le couple a eu une fille nommée Mathilde (1841-1914).

### Formation
Son père est officier de police et sa mère, soprano, est professeur de chant. Il est initié à la musique par sa mère et commence à composer dès l'âge de neuf ans, notamment un premier septuor à onze ans. Bruch suit l'enseignement de Heinrich Carl Breidenstein à Bonn. En 1852, à quatorze ans, après un concours, il obtient une bourse de la fondation Mozart à Francfort-sur-le-Main (Frankfurt Mozart-Stiftung Prize), qui lui permet de payer des professeurs prestigieux, comme Carl Reinecke, Ferdinand Hiller et Ferdinand Breunung, avec lesquels il travaille pendant quatre ans.
Entre 1858 et 1861 il enseigne la musique à Cologne et réussit à faire donner son premier opéra, Scherz, List und Rache [Farce, ruse et vengeance], d'après Goethe. Les parties d'orchestre de cet opéra sont perdues. Encouragé par ses professeurs, Bruch fait également des séjours à Berlin, Leipzig, Dresde et Munich. Après s'être installé à Mannheim en 1862, il y est nommé chef d'orchestre jusqu'en 1864, comme il le sera à Berlin en 1870 et 1878–80.

### Début de carrière
Il présente à Mannheim, un opéra, Die Loreley, sur un livret d'Emanuel Geibel, le 14 avril 1863. Après quelques représentations en Allemagne et quelques grandes villes européennes, l'opéra a été remonté par le jeune Mahler en 1887 et à Stuttgart par Pfitzner en 1916, avant de disparaître des programmations jusqu'à sa reprise à Oberhausen en 1984 et sa création britannique à Londres en 1986. Avec sa cantate Frithjof (1864), qui est un succès, ces deux œuvres lancent sa carrière.
Entre 1865 et 1867 il est directeur musical d'une société de concerts à Coblence, puis devient Hofkapellmeister à Sondershausen. Pendant cette période active, il achève entre autres son premier concerto pour violon en sol mineur (1864), auquel on associe aujourd'hui son nom au détriment des autres œuvres – les premières esquisses étant de sa période d'étude en 1857. L'œuvre est créée en 1866. Joseph Joachim, le violoniste renommé, suggéra à Bruch certains remaniements qui, terminés en 1868, permettront une édition en 1870, assurant finalement à son auteur une certaine considération dans le monde, encore de nos jours, puisque l'œuvre reste au répertoire des concerts. Bruch lui-même en concevait d'amers regrets, notamment parce qu'il en avait vendu les droits. Cette œuvre a inspiré Johannes Brahms, dont Bruch est proche stylistiquement, dans la composition de son célèbre Concerto pour violon, postérieur d'une dizaine d'années. Bruch dédie à Joachim son troisième concerto (1890–91). Il était aussi en lien avec un autre violoniste important : l’Espagnol Pablo de Sarasate, forte personnalité, à qui il dédie le deuxième concerto (1877) et surtout la Fantaisie écossaise (1880), mais c'est Joachim qui l'aide à préparer la partie soliste de la Fantaisie. C'est seulement le 15 mars 1883 que Bruch dirige la London Philharmonic Society à St James’s Hall pour la création de l'œuvre par le dédicataire. Bruch, qui adore le violon et déteste le piano, a des liens amicaux avec d'autres violonistes : Ferdinand David (le maître de Joachim, dédicataire du Concerto de Mendelssohn) et Willy Hess, autre virtuose du temps. Le violon « peut chanter une mélodie, et la mélodie est l’âme de la musique » disait-il.
Mais le compositeur s'essaie aussi à la symphonie, poussé par le chef d’orchestre Hermann Levi. Sa Première, op. 28 (1868), est dédiée à Brahms, qui exprima sa « joie intense et une profonde gratitude » à l'auteur. Elle est suivie d'une Seconde en 1870.
À cette période, il écrit également un opéra, Hermione (1870), inspiré de The Winter’s Tale de Shakespeare – sans grand succès ; et des pièces profanes, notamment des oratorios. Il considérait le genre comme son « domaine le plus personnel » et le couronnement de sa musique vocale qui constitue la majorité de son œuvre. Après Odysseus (créé en 1874), qui est un triomphe, il s'attaque au sujet d’Arminius (1875) pour un oratorio dont le thème avait déjà été traité par Biber au XVIIe siècle sous la forme d'un opéra, et par Haendel quarante ans plus tard : la bataille de Teutobourg contre les Romains en l'an 9. Le grand personnage de l'œuvre est en fait le chœur qui joue le rôle principal. Après le choc de l'audition du Requiem de Verdi, il révise la partition en 1877. Arminius, correspondant aux sentiments patriotiques nés de la nouvelle union nationale sous Bismarck, est souvent donné à travers l'Allemagne dans les années 1870, tout comme ses Achilleus (1885) et Moses (1895) qui sont joués jusqu'au premier conflit mondial. Mais l'anti-germanisme qui suivit raccourcit leur vie publique.
Fin août 1880, connu en Europe, il est nommé chef d'orchestre à Liverpool pour trois saisons. Il compose deux œuvres qui remportent un grand succès : la Fantaisie écossaise pour violon et orchestre, inspirée par le folklore ; et Kol Nidrei, longue méditation au violoncelle bâtie sur deux mélodies hébraïques, destinée à la communauté juive de la ville. Cette mélodie deviendra plus tard une des liturgies les plus courantes du milieu ashkénaze pour la fête de Yom Kippour (Grand Pardon). Arnold Schönberg critiquera le sentimentalisme du violoncelle, trahissant selon lui le texte religieux.
Dans cette période faste, il épouse la cantatrice Clara Tuczek (âgée de seize ans, alors qu'il en a 42) et devient père de quatre enfants, dont Max Felix († 1943), clarinettiste professionnel avant de devenir responsable d'une firme de disques. 
À la fin de son séjour, il embarque pour une tournée américaine à la suite de la commande par Leopold Damrosch de sa Troisième Symphonie (1883), créée à New York.

### Professeur
Souffrant du mal du pays, il accepte un poste de directeur musical de l'orchestre de Breslau en 1883, puis, sept ans plus tard, obtient une chaire de composition à Berlin dont Joachim était directeur. Parmi ses élèves, on trouve Oscar Straus, Eduard Künneke, Ottorino Respighi, Fartein Valen, le compositeur anglais Ralph Vaughan Williams ainsi que le compositeur japonais Kosaku Yamada. Il prendra sa retraite en 1911. En 1893, aux côtés de Saint-Saëns et Tchaïkovski, il est fait Docteur honoris causa de la Cambridge University. En 1918 il est nommé « Docteur en philosophie » à l'Université de Berlin. 
Les dernières œuvres, à partir de 1910, sont celles d'un homme qui a vu mourir de nombreux amis musiciens et confrères interprètes de ses œuvres :  les Huit pièces pour clarinette, alto et piano op. 83 (qui reprend l'effectif du Trio des quilles de Mozart et des Märchenerzählungen, op. 132 de Schumann), et son Concerto pour clarinette et alto, op. 88 (1911), dédié à son fils Max Felix. Ces œuvres, aux proportions modestes, refusent la virtuosité, restant dans un chant mélodique intime d'une extrême douceur et sous forme de confidences, d'aspiration à la paix et comme tendant au silence (Romance pour alto et orchestre, op. 85).
Bruch décède à Berlin le 2 octobre 1920. Il est enterré au cimetière Saint-Matthieu, aux côtés de son épouse, morte à peine un an avant. Sur sa pierre tombale sont gravés les mots suivants : « Musik ist Sprache Gottes » « La musique est la langue de Dieu », qui résume bien l'état d'esprit du compositeur.

## Style
Son principal regret fut sans doute de n'avoir été presque exclusivement connu que pour son fameux premier concerto pour violon. Il meurt seul, isolé dans son rejet des modèles de Wagner et de Liszt. À la fin de sa vie, son inclination pour la musique de Mendelssohn et de Schumann et sa résistance au changement ont donné à ses ultimes compositions de musique de chambre (Quintette à cordes, 1918) de grandes similitudes avec ce qu'il composait soixante ans plus tôt. Souvent perçu comme un compositeur passéiste, il n'est pas parvenu à atteindre la reconnaissance de son ami Johannes Brahms. Au cours de ses 82 ans d'existence, il a côtoyé les plus grands (Mahler, Liszt, Wagner, Bruckner, etc.) sans avoir pour autant modifié son style rigoureux, « gardant sa fidélité esthétique et académique ». 
Malgré ces critiques il a composé une œuvre rencontrant dès sa création (tout comme aujourd'hui) un vif succès : son Concerto pour violon no 1, op. 26, commencé en 1864, ainsi que la Fantaisie écossaise pour violon et orchestre et son Kol Nidrei pour violoncelle et orchestre, régulièrement enregistrés au disque. D'autres partitions que son concerto pour violon ont retenu l'attention de solistes exigeants, en particulier les danses suédoises pour violon, huit pièces pour clarinette et une petite pièce pour hautbois. Ces œuvres sont davantage jouées — avec succès — depuis quelques années, débarrassées de nos jours des querelles d'écoles dont Max Bruch a longtemps été injustement victime.
En 1907, Bruch écrivait : « Brahms est mort depuis dix ans, et l'on continue à médire de lui, y compris les connaisseurs et les critiques. Je prédis cependant que sa réputation grandira avec le temps alors qu'aujourd'hui nombre de ses œuvres tombent dans l'oubli. Dans cinquante ans, il brillera de tous ses feux et sera considéré comme le compositeur le plus éminent de tous les temps. De moi, on se souviendra surtout pour mon Concerto en sol mineur. » Les parallélismes entre Brahms et Bruch sont nombreux : enfants prodiges, auteurs de symphonies imposantes, vénération de leurs maîtres allemands, notamment Mendelssohn et Schumann, culture des maîtres anciens (Palestrina, Bach – Bruch se met à l'orgue pour mieux accéder aux secrets des œuvres), liens avec Joachim... ; autant que leurs différences : Brahms ne touche pas à l'opéra et écrit pour piano, contrairement à son confrère.

## Œuvres
Max Bruch laisse environ 200 œuvres musicales, dont :

### Musique de chambre
- Trio pour violon, violoncelle et piano en ut mineur, op. 5 (1857)
- Quatuor à cordes no 1 en ut mineur, op. 9 (1858–1859)
- Quatuor à cordes no 2 en mi majeur, op. 10 (1860)
- Quintette avec piano en sol mineur (1886), publié après la mort du compositeur
- Danses Suédoises pour violon et piano op. 63 – 14 pièces, en 2 livres (1892)
- Quatre pièces pour violoncelle et piano, op. 70 (1896)
- Huit pièces pour clarinette, alto et piano, op. 83 (1911)
- Octuor à cordes en si bémol majeur, op. posthume
- Deux quintettes à cordes (opus posthume) en mi bémol majeur et en la mineur

### Orchestre
- Symphonie no 1, op. 28 (1868) Dédiée à Brahms.
- Symphonie no 2, op. 36 (1870)
- Symphonie no 3, op. 51 (1882, révisée en 1886) Création à New York, le 17 décembre 1883
- Suite d'après des mélodies populaires russes, op. 79b (1903)
- Suite no 2 d'après des mélodies populaires suédoises (1906)
- Suite no 3 pour orgue et orchestre (1909, révisée en 1912)

### Concertantes
- Concerto pour violon no 1, op. 26 (1865–1867)
- Romance pour violon et orchestre, op. 42 (1874)
- Concerto pour violon no 2, op. 44 (1877)
- Fantaisie écossaise, pour violon, orchestre et harpe, op. 46 (hiver 1879–80) - Dédiée à Pablo de Sarasate, elle est néanmoins créée par Joseph Joachim à Liverpool, le 22 février 1881. Le titre complet est « Fantaisie pour violon, avec orchestre et harpe, utilisant librement des mélodies traditionnelles écossaises ».
- Kol Nidrei, pour violoncelle, harpe et orchestre, op. 47 (1880–81) Sous titré « Adagio sur des mélodies hébraïques »
- Canzone pour violoncelle et orchestra, op. 55 (1891)
- Adagio appassionato pour violon et orchestre, op. 57 (1891)
- Concerto pour violon no 3, op. 58 (1890–1891)
- Ave Maria, pour violoncelle et orchestre, op. 61 (1892)
- In Memoriam (adagio) pour violon et orchestre, op. 65 (1893)
- Sérénade pour violon et orchestre, op. 75 (1899–1900)
- Konzertstück, pour violon et orchestre, op. 84 (1911)
- Romance pour alto et orchestre, op. 85 (1911) dédiée à Maurice Vieux
- Concerto pour clarinette, alto et orchestre, op. 88 (1911)
- Concerto pour deux pianos et orchestre, op. 88a

### Vocales

#### Oratorios
- Oratorio Odysseus (en), scène d'après l'Odyssée pour soli, chœur & orchestre, op. 41 (1871–72, rev. 1874) Livret de Wilhelm Paul Graff.
- Oratorio Arminius, op. 43 (1875, révision 1877) Livret de Joseph Cüppers.
- Oratorio Das Lied von der Glocke, d'après Friedrich Schiller, op. 45 (1872)
- Oratorio Das Feuerkreuz, op. 52 (vers 1888) Reprise de son Ave Maria, op. 61 pour violoncelle et orchestre.
- Oratorio Moïse, op. 67 (1893–94)
- Frithjof-Szenen, cantate pour voix d'hommes, op. 23 (1860, révisée en 1864)

#### Opéras
- Opéra-comique Scherz, List und Rache op. 1 (créé le 14 janvier 1858, Cologne)
- Opéra Die Loreley, en deux actes, op. 16 (livret d'Emanuel Geibel, 14 avril 1863, Mannheim)
- Opéra Hermione, d'après The Winter’s Tale de Shakespeare. Création à Berlin le 21 mars 1872

## Orientation discographique
L'œuvre la plus jouée est incontestablement le premier concerto. Il est difficile de ne pas citer David Oïstrakh (avec Matačić), Jascha Heifetz (avec Sargent), Zino Francescatti (avec Mitropoulos), Isaac Stern (avec Ormandy), parmi d'autres enregistrements historiques de Fritz Kreisler, Nathan Milstein ou Yehudi Menuhin (à plusieurs reprises) ; et chez les jeunes violonistes, Maxim Vengerov (avec Kurt Masur), Joshua Bell (avec Neville Marriner), etc.
- Œuvres pour clarinette et alto - Jean-Luc Votano, clarinette ; Arnaud Thorette, alto ; Johan Fagot, piano ; Orchestre philharmonique de Liège, Dir. Pascal Rophé (23–24 juin 2008, Cyprès Records)
- Symphonies 1-3, Danses suédoises op. 63 - Orchestre du Gewandhaus de Leipzig, dir. Kurt Masur (avril 1988, juin 1983, mars 1987, 2CD Philips 420 932-2)
- Concerto pour violon no 2, Symphonie no 3 - Lydia Mordkovitch ; Orchestre symphonique de Londres, dir. Richard Hickox (4–7 octobre 1998, Chandos)
- Concerto pour violon no 3, Symphonie no 1* - Lydia Mordkovitch, Orchestre symphonique de Londres, dir. Richard Hickox (4–6* et 7 octobre 1998, Chandos CHAN 9784)
- Fantaisie Écossaise - David Oïstrakh, Orchestre symphonique de Londres, dir. Jascha Horenstein (Decca)
- Kol Nidrei (avec des œuvres de Dvořák et Tchaikovski) - János Starker, violoncelle ; Orchestre symphonique de Londres, dir. Antal Doráti (Mercury)
- Arminius, op. 43 - Rheinische Kantorei, Orchestre symphonique de Göttinger, dir. Hermann Max (28 février–2 mars 2009, CPO 777 453-2)
- Octuor à cordes en si bémol majeur (op. posthume) ; quintette à cordes en mi bémol majeur (op. posthume) ; quintette à cordes en la mineur (op. posthume), WDR Sinfonieorchester Chamber Players, Alpha Classics 2021

## Hommages
L'astéroïde (5004) Bruch est nommé en son honneur.

### Bases de données et dictionnaires
- Ressources relatives à la musique :   - International Music Score Library Project
  - AllMusic
  - Bait La Zemer Ha-Ivri
  - Bayerisches Musiker-Lexikon Online
  - Carnegie Hall
  - Discography of American Historical Recordings
  - Discogs
  - Grove Music Online
  - MusicBrainz
  - Musopen
  - Muziekweb
  - Projet Mutopia
  - Répertoire international des sources musicales
- Ressources relatives à l'audiovisuel :   - AllMovie
  - Allociné
  - Filmportal
  - IMDb
- Ressources relatives au spectacle :   - Archives suisses des arts de la scène
  - Les Archives du spectacle
  - Internet Broadway Database
- Ressource relative aux beaux-arts :   - Académie des arts de Berlin
- Ressource relative à plusieurs domaines :   - Radio France
- Ressource relative à la recherche :   - Isidore
- Notices dans des dictionnaires ou encyclopédies généralistes :   - Britannica
  - Brockhaus
  - Den Store Danske Encyklopædi
  - Deutsche Biographie
  - E-archiv.li
  - Enciclopedia De Agostini
  - Frankfurter Personenlexikon
  - Gran Enciclopèdia Catalana
  - Hrvatska Enciklopedija
  - Internetowa encyklopedia PWN
  - Nationalencyklopedin
  - Proleksis enciklopedija
  - Store norske leksikon
  - Treccani
  - Universalis
- Notices d'autorité :   - VIAF
  - ISNI
  - BnF (données)
  - IdRef
  - LCCN
  - GND
  - Italie
  - Japon
  - CiNii
  - Espagne
  - Belgique
  - Pays-Bas
  - Pologne
  - Israël
  - NUKAT
  - Catalogne
  - Suède
  - Vatican